# 하방미분

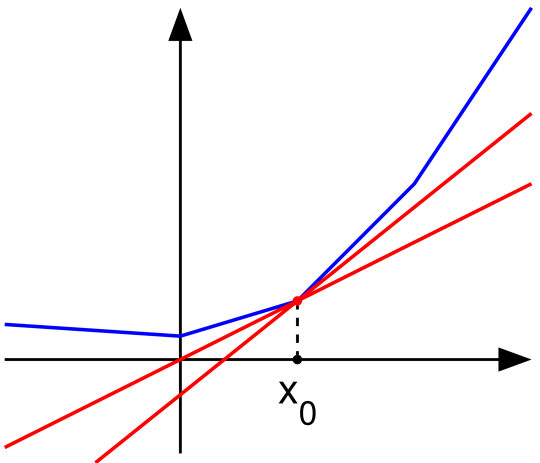
한 볼록함수(파란색)의 x_{0}에서의 '하방미분계수'들을 기울기(빨간색)로 나타낸 그래프.

수학에서 하방미분(subdifferential, subderivative)은 미분을 일반화하여 미분가능하지 않은 볼록 함수에 적용할 수 있도록 하는 방법이다. 볼록 최적화 등 볼록 함수를 연구하는 해석에서 중요하게 사용된다.

## 정의
볼록함수 {\displaystyle f:I\to \mathbb {R} }가 있을 때, I의 점 x0에서의 하방미분계수는,
{\displaystyle f(x)-f(x_{0})\geq c(x-x_{0})}
가 I의 모든 점 x에 대해 성립하게 하는 실수 c를 가리킨다.
x0에서의 하방미분계수가 되는 실수는 하나가 아닐 수 있으며, 사실 그 값들의 집합은 닫힌 구간 [a, b]의 꼴로서, 여기서 a, b는 각각
{\displaystyle a=\lim _{x\to x_{0}^{-}}{\frac {f(x)-f(x_{0})}{x-x_{0}}}}
{\displaystyle b=\lim _{x\to x_{0}^{+}}{\frac {f(x)-f(x_{0})}{x-x_{0}}}}
가 된다. 이러한 닫힌 구간 [a, b]의 유일한 존재는 보장되며, 이 집합을 x0에서의 하위미분이라 한다.

## 예시
볼록함수인 f(x) = |x|는 본래 x = 0에서 미분불가능하지만 하방미분법을 사용하면 원점에서 하위미분이 [-1,1]이라는 닫힌 구간이 됨이 보여질 수 있다. 또한 이때 x<0인 모든 x점에서 {-1}이라는 한원소 집합이 하위미분이 되고, x>0인 모든 점에서는 {1}이 하위미분이 된다.

## 성질
- 볼록함수 {\displaystyle f:I\to \mathbb {R} }은 {\displaystyle x_{0}}에서 하방미분 집합이 한원소 집합인 경우에만 미분가능하고, 그 한원소집합의 원소가 일반 미분값이다.
- x0의 하방미분 집합에 0이 포함되어 있으면 그 점은 함수의 최소점이 된다.
- 함수의 하방미분을 {\displaystyle \partial }로 나타낼때 볼록함수 {\displaystyle f,g}에 대해 {\displaystyle \partial (f+g)(x)=\partial f(x)+\partial g(x)}이다.

## 하방기울기
하방미분의 개념은 다변수 함수에도 적용될 수 있다. 유클리드 공간 {\displaystyle \mathbb {R} ^{n}}의 볼록 열린 집합에서 정의된 볼록 실함수 {\displaystyle f:U\to \mathbb {R} }이 있을 때 x0에서의 하방기울기(subgradient)는
{\displaystyle f(x)-f(x_{0})\geq v\cdot (x-x_{0})} ({\displaystyle \cdot }은 스칼라곱)
가 U의 모든 점 x에 대해 성립하게 하는 벡터 {\displaystyle v}이다. 일변수함수와 마찬가지로 하방기울기값들의 집합을 하위미분이라 한다. 이때 하방미분 집합은 항상 볼록 컴팩트 집합이다.

## 역사
하방미분법은 1960년대 초에 J. J. Moreau와 R. T. Rockafellar에 의해 처음 도입되었다. 1980년대에는 F. H. Clarke에 의해 이를 더욱 일반화하여 볼록함수가 아닌 경우에 대해서도 적용하는 방법이 고안되었다.

## 같이 보기
- 미분
- 약도함수
- 볼록 최적화